# Jenkinshelea corea
Jenkinshelea corea är en tvåvingeart som beskrevs av Meillon 1942. Jenkinshelea corea ingår i släktet Jenkinshelea och familjen svidknott.
Artens utbredningsområde är Zimbabwe. Inga underarter finns listade i Catalogue of Life.